# Pasi Koskinen
Pasi Koskinen (* 1973) ist ein finnischer Metal-Musiker. Bekannt wurde er als Sänger von Amorphis und Ajattara.

## Werdegang
Seit dem Album Elegy von 1996 sang Pasi Koskinen bei Amorphis klaren Gesang. Ebenfalls 1996 gründete Pasi Koskinen gemeinsam mit Tomi Koivusaari die Dark-Metal-Band Ajattara. Dort sang er unter dem Pseudonym „Ruoja“ gutturalen und Kreischgesang. Im Jahr 2004 verließ Pasi Koskinen Amorphis, um sich Ajattara zu widmen. Im gleichen Jahr gründete er die Grindcore-Band To Separate the Flesh from the Bones, in der er unter dem Synonym „Herr Arschstein“ singt und E-Gitarre spielt. Von 2001 bis 2011 war er als gutturaler Sänger an Shape of Despair beteiligt. Mit der Shape-of-Despair-Sängerin Natalie Koskinen war er verheiratet. Weiterhin ist er Sänger in der Stoner-Rock-Band Mannhai.